# Ismene narcissiflora
Ismene narcissiflora es una especie de planta bulbosa geófita perteneciente a la familia de las amarilidáceas. Es originaria del centro y sur de Perú en el  departamento de  Apurímac, Cuzco a una altitud de 2500-3000 metros. Ismene narcissiflora es también una planta ornamental.

## Taxonomía

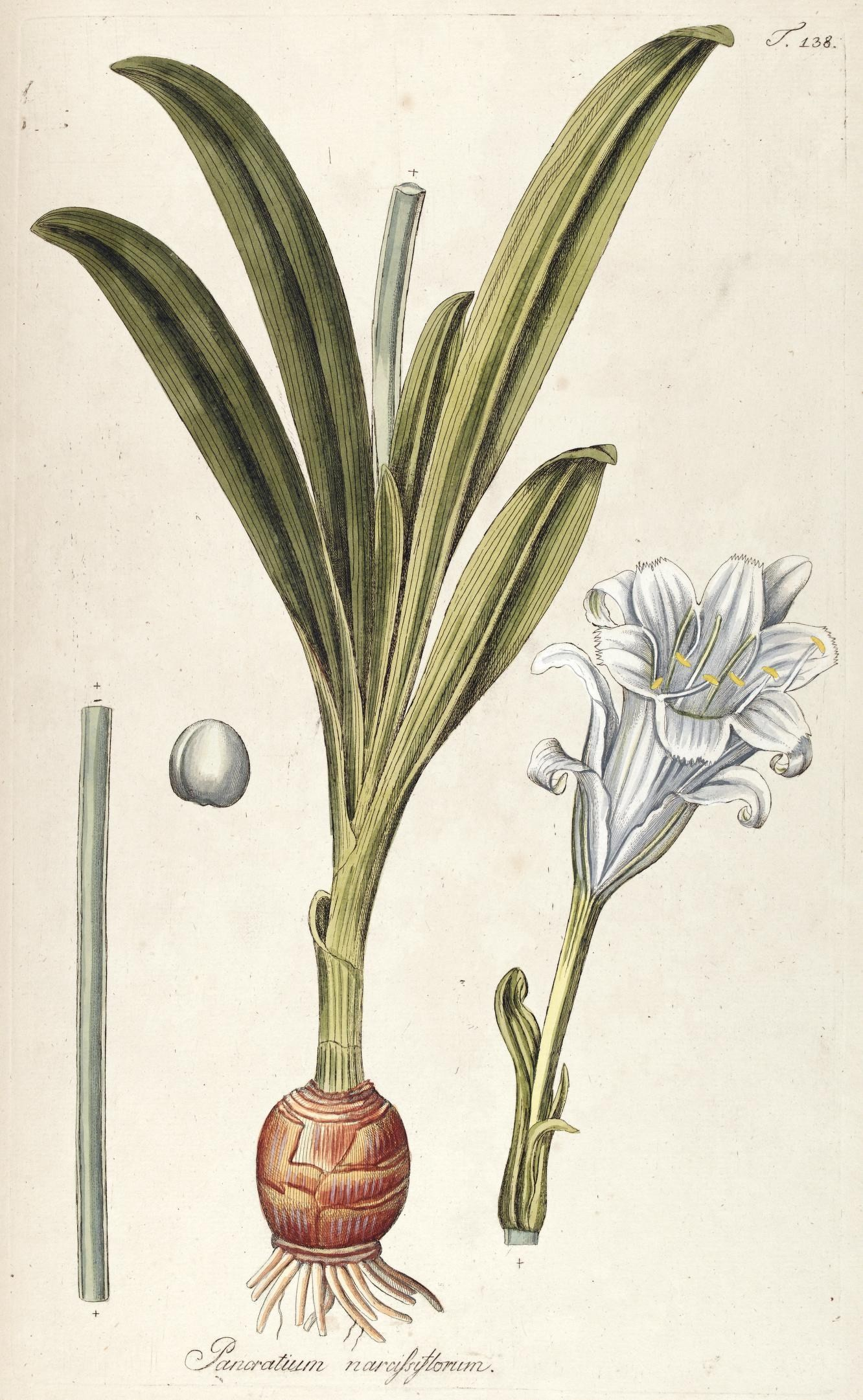
T. 138 Fragmenta botanica, figuris coloratis illustrata.

Ismene narcissiflora fue descrita por (Jacq.) M.Roem. y publicado en  Familiarum Naturalium Regni Vegetabilis Monographicae 4: 186, en el año 1847.
Sinonimia
- Pancratium narcissiflorum Jacq., Fragm. Bot.: 68. 1807. basónimo
- Hymenocallis narcissiflora (Jacq.) J.F.Macbr., Publ. Field Mus. Nat. Hist., Bot. Ser. 11: 11. 1931.
- Hymenocallis calathina (Herb.) G.Nicholson, Ill. Dict. Gard. 2: 165. 1885.
- Ismene calathiformis (F.Delaroche) M.Roem., Fam. Nat. Syn. Monogr. 4: 186. 1847.
- Ismene calathina Herb., Appendix: 46. 1821.
- Ismene tagliabuei M.Roem., Fam. Nat. Syn. Monogr. 4: 186. 1847.
- Pancratium calathinum Ker Gawl., Bot. Reg. 3: t. 215. 1817, nom. illeg.
- Pancratium calathiforme F.Delaroche in P.J.Redouté, Liliac. 6: t. 352. 1812.
- Siphotoma calathina (Herb.) Raf., Fl. Tellur. 4: 22. 1838.[4]